# Coregonus lavaretus
Coregonus lavaretus, conocido como lavareto o farra es un pez de agua dulce, parecido al salmón, perteneciente al género Coregonus, que vive principalmente en los lagos alpinos y en la Europa septentrional. Tiene la cabeza pequeña y aguda, la boca pequeña, la lengua corta, el lomo verdoso y el vientre plateado. Su carne es muy apreciada.

## Terminología
Al no ser una especie presente en España (ni en otros países de lengua española) pueden producirse confusiones con los términos comunes utilizados para la designación de Coregonus lavaretus.
En español, el término farra se ha utilizado más bien para los especímenes de los lagos alpinos (así se encuentra en los diccionarios generalistas, como el Diccionario de la lengua española de la Real Academia o en  el María Moliner). El término lavareto se utiliza principalmente para las poblaciones halladas en las aguas de Escandinavia (sobre todo en las traducciones especializadas de la Unión Europea; pero en el Diccionario de la Real Academia Española esta palabra no está registrada). No hay razones científicas para distinguir esas dos poblaciones como especies diferentes; se puede concluir que Coregonus lavaretus es un conespecífico del lavareto. 
Dentro de la dificultad de identificar distintas especies dentro del género Coregonus, es posible que haya otras poblaciones de Coregonus conespecíficas de la farra y lavareto.
Por ejemplo, posiblemente es un conespecífico el «corégono» - Coregonus clupeaformis Mitchill, 1818-; a menudo hay disputas sobre la correcta clasificación de ambos.
Sin embargo, en los últimos años,se ha registrado una tendencia científica a distinguir como especies diferentes varias poblaciones de Coregonus que anteriormente se consideraban como miembros de una misma especie; esto podría afectar a las designaciones mencionadas.

## Morfología
Los machos pueden alcanzar los 73 cm de longitud total y los 10 kg de peso.

## Reproducción
Desovan durante la noche.

## Alimentación
Comen crustáceos planctónicos y bentónicos.

## Depredadores
Es depredado por el Coregonus peled –en Rusia–, el lucio europeo (Esox lucius) -en Inglaterra y Gales-, el lucioperca (Sander lucioperca) -en Finlandia- y la trucha común (Salmo trutta) -en Finlandia-. 

## Hábitat
Vive en áreas de clima templado (entre 4-16 °C).

## Distribución geográfica
Se encuentra en Europa y se ha introducido en Irán (1965-1967).